# 太阳勇者
《太陽之勇者》（日语：／ Taiyō no Yūsha Faibādo）是1991年日本日昇公司製作的機器人動畫作品，全劇共48集。是1990年代機器人動畫片系列《勇者系列》的第二部作品，以及「谷田部勇者三部曲」第二作。台灣電視公司於1996年至1997年每週四17:00~17:30播出。

## 概要
本作故事發生時間，是在前作《勇者艾克斯凱撒》九年以後。在宇宙中，有一個惡名昭彰，自稱為宇宙皇帝的邪惡能源生命體～德萊亞斯他從遙遠的宇宙中來襲，
將瞄準地球，與邪惡的天才教授漿糊博士聯手，再加上他所創造的兩位人造人戰士，目的就是要支配銀河系，
侵襲地球，消滅所有阻礙計畫中的人類，將地球化為黑暗的星球。
此時，在德萊亞斯侵襲地球後，人們受到極大的威脅，此時住在山腳上的一位與漿糊博士一樣，自稱為宿敵的天才科學家～天野博士得知，德萊亞斯他們的負面能源已經悄悄逼近地球，於是他早就準備好所有的設備，包括一些戰鬥機，坦克，鑽地戰車，當然還有一架主角機器～火焰噴射機（Fire Jet）以及一個金屬打造，能預測所有災難與發生的一切，徹底保護人類的人造人，來自火焰般氣勢的英雄～火鳥勇太郎，天野博士以為他引以為傲的人造人～火鳥勇太郎又以失敗收場，後來來自宇宙的幾道光芒，有點像是跟德萊亞斯一樣的能源生命體，就附身在那幾個交通工具（包括警車、救護車、消防車）在內以及人造人身上，
勇太郎終於成功復活，原來那幾道光芒就是專門對抗德萊亞斯負面能源的～宇宙警備隊，隊長的光芒附著在勇太郎身上，準備與天野博士等人一起展開保衛地球，打倒宿敵德萊亞斯的勇者故事。

## 登場人物

### 天野和平科學研究所
火鳥勇太郎 | かとり ゆうたろう／ファイバード
聲優：松本保典(日)、郭志權(港)、孫德成(台)
宇宙警備隊的隊長，正面能源生命體（其實是分離肉體的精神），附身在天野博士開發的人造人身上，平時外貌與常人無異，在要進行變身與合體機器人的時候才會展現出人造人模式的真身。性格純真，喜歡時代劇。必殺技為拳頭、陶笛，陶笛的旋律是火鳥他們故鄉的音樂，吹奏時可以讓人心靈祥和，對負面能源生命體的敵人德萊亞斯軍則會令其感到痛苦，是包含了具有淨化精神效果的強烈正面能源。
天野博士及宇宙警備隊成員稱呼火鳥勇太郎為「火鳥」、建太、小遙及其它小朋友都稱呼「火鳥哥哥」、美子醫生及其它地球人都稱呼「火鳥先生」，德萊亞斯軍團則稱呼「火鳥」(日文的讀音不同，但意思一樣)。
值得注意的是，因為宇宙警備隊為機密，火鳥勇太郎變身與合體為火鳥、雷鳥或巨大火鳥時，大家就會稱呼他為變身與合體之後的名稱以防洩密，除非週遭的人都知道他就是火鳥勇太郎。
天野建太 | 天野ケンタ
聲優：伊倉一惠(日)、區瑞華(港)、賀世芳(台)
與小遙一樣，也是天野博士的孫子，他與小遙常出入研究所，他有著好奇心，剛開始見到勇太郎與那些交通工具時，簡直目瞪口呆，本想跟大家分享卻因天野博士與小遙的阻擾，防止他洩漏秘密，才會打消念頭，不過在勇太郎每次要出動巡邏時，他便成為宇宙警備隊的協力隊員，幫助他們解決更多在地球上的種種危難，也吸收了更多的地球知識。
天野遙 | 天野ハルカ
聲優：岩坪理江(日)、陸惠玲(港)、林佑俽(台)
她是天野博士的孫女，建太的堂妹也是同班同學，外號小遙，她絕頂聰明，漂亮有自信，她在研究所中的所有家事都可以輕易上手，旁邊還有一隻可愛的小白猴冠軍，不過她有時會像姐姐般，時常對天野博士他們幫助很大，也很崇拜火鳥勇太郎的正義感與保護他人的使命感。
天野博士 | あまの ひろし
聲優：永井一郎(日)、陳曙光(港)(台)沈光平
本名天野廣(天野ヒロシ，第33話透露），65歲，自稱為地球上最厲害的天才科學家，他的心願就是維護宇宙的和平(亡妻的遺志)，他想發明為無數人造福的新發明，但是每次都實驗失敗，連他孫女小遙也看不過去，但偶爾也成功過幾次，才脫離險境，他唯一得意的發明，除了那些交通工具之外，火鳥勇太郎更是他的得意之作。妻子在他35歲時過世。
冠軍 | チャンプ
小遙所飼養的寵物猴子。身形迷你。

### 協力人物
國枝美子 | くにえだ よしこ
聲優：勝生真沙子(日)、沈小蘭（第1-20集）／盧素娟（第21-48集）(港)、林佑俽(台)
一位在某醫院擔任女醫師，某天，勇太郎發揮熱心卻忘了天野博士的叮嚀而跑去捐血，結果血液發現不對勁就立刻帶著勇太郎的血液樣本到血液檢驗所去檢查，後來德萊亞斯派手下來搗亂，才利用天野博士的發明將勇太郎的血液樣本給順利拿回來，後來在與邪惡之花對戰時，勇太郎變身成為火鳥的情景正巧被她發現，原來勇太郎並不是地球人，不過在天野博士他們努力的勸說之下，終於答應成為宇宙警備隊的助手，故事進入尾聲時對勇太郎產生有好感。
佐津田刑警 | 佐津田刑事
聲優：笹岡繁蔵(日)、陳欣(港)
一位忠肝義膽，盡忠職守的警官，他數度懷疑天野博士就是三年前搶奪三十億元的連續強盜犯，因為他的科學研究所充滿許多疑點，所以他才會每次都來研究所找麻煩，不過劇情最後，發現真正的連續強盜犯其實是漿糊博士。
佐津田刑警的巡邏車為護衛之星附身的車輛，但佐津田刑警一直到故事進入尾聲才知道他的巡邏車就是常出面迎救他的護衛之星，不然之前都以為巡邏車不見是被偷走的。結局將更加衰老的漿糊博士逮捕。

山咲桃子 | 山咲モモコ
聲優：神代知衣(日)、沈小蘭／林元春（代配）(港)
一位挺有熱情的新聞女記者，每次有什麼重要場合包括跟德萊亞斯與宇宙警備隊他們有關的新聞，她都會全力到場，也很好奇宇宙警備隊隊員的真正身分，曾一度想要去揭開，也開始暗戀這位超級英雄而感到自豪，直到故事進入尾聲經過國枝美子講解才知道宇宙警備隊隊員的真正身分。
一平&五郎 | 一平 & 五郎
聲優：中村大樹、富田晃介(日)
於第7集「勇太郎和寶石小偷」中初登場。
計畫竊取紅色鑽石的小偷搭檔，過程中因火鳥陰錯陽差地介入導致失敗。後受到火鳥感動而回歸正途。在之後的故事中亦數度登場。
希爾曼教授 | ヒルマン教授
聲優：今西正男(日)
於第13集「三位科學家」中初登場。
天野博士的科學家摯友。在故事中研發出了「大氣元素淨化裝置」的科學實力者。亦曾因此讓其孫女凱西遭到漿糊博士挾持。

### 輔助器具
神奇手環 | リスター
火鳥給予建太的手環型通訊裝置。平時以「火鳥」臉部型態配戴於建太手上；亦可變形為小型機器人。
機器人模式時，常憑藉其體積小、機動性高的特性，扮演擾亂機械士兵的突襲角色。前臂裝備圓鋸，能夠進行小規模的切斷作業。
和除了王牌爵士以外的爵士隊員一樣，能夠理解人類的語意，但不具備言語能力。
火焰射擊槍 | フレイムショット
天野博士所開發，專門用於對付機械士兵的武器。是將機械士兵壞滅光線發射裝置與「反制機械士兵槍」經過改良後的樣貌。
其光線只對機械士兵能產生作用，對人體則無，此弱點一眼為漿糊博士所看破。
最初使用者為建太，而後數度交由美子、佐津田使用。

## 宇宙警備隊
為追捕宇宙皇帝德萊亞斯而成立的，當德萊亞斯開始入侵地球時，他們附身於地球中的交通工具，包括天野博士開發的火焰噴射機，火焰太空梭，爵士隊伍以及四台緊急交通工具等也成為警備隊的支援機器，當宇宙警備隊隊長附身於人造人火鳥勇太郎身上時，正義與邪惡的戰鬥正在地球上展開。

### 火鳥機組

#### 火鳥機組
火鳥勇太郎 | ファイバード｜Fight Bird
- 配音｜松本保典(日)、孫德成(台)、郭志權(港)

宇宙警備隊的隊長，正面能源生命體，從遙遠的宇宙中為阻止德萊亞斯等人支配宇宙而降臨地球，並附身於天野博士所造的人造人火鳥勇太郎身上，準備與其他警備隊員一起對抗德萊亞斯軍團的攻擊。平時外貌與常人無異，在要進行變身與合體機器人的時候才會展現出人造人模式的真身。
火焰噴射機 | ファイアージェット｜Fire Jet
天野博士所製造的多功能超級戰鬥機，它停放在天野科學研究所中的地下待機室，當天野博士下令出動時，火鳥與建太就搭乘此機，抵達出事現場，配備有很多救難及相關戰鬥設備，當火鳥勇太郎遇到機械獸來襲時，就與火焰噴射機合體變形成為火鳥來對抗機械獸。
火風號 | フレイムブレスター｜Flame Blaster
為火焰噴射機的支援戰鬥機。
火鳥 | ファイバード｜Fight Bird
- 配音｜松本保典(日)、孫德成(台)、郭志權(港)

此為火焰噴射機之機人型態。人造人模式的火鳥勇太郎先與之合體變形，因而具有語言能力及人格。
和敵人對峙時，總以「德萊亞斯的走狗」作為開場白。
裝備：
- 火焰棍 | ファイヤーロッド | 大砲內部的火焰棒
- 火焰飛彈 | フレアミサイル | 主翼機部 (變形後的腳部) 的飛彈發射台
- 火藥巨砲 | ダイナバスター | 雙手所搭載的小型光束砲。

武裝 火鳥 | 武装 ファイバード｜Fight Bird
- 配音｜松本保典(日)、孫德成(台)、郭志權(港)

由火鳥和火風號進行「武裝合體」後的形態。
也可以變形成武裝火焰噴射機(武装ファイヤージェット)形態。
裝備：
- 火焰之劍 | フレイムソード | 收納於背部的大劍，火鳥的主要武器
- 太陽迴旋鏢 | サンスライサー | 由胸前的太陽紋章分離後的圓形迴旋鏢，作為投擲武器使用
- 火焰凱農砲 | フレイムキャノン | 搭載於背部的凱農砲
- 火焰防護罩 | フレイムバリヤー | 利用「火焰之劍」作為防禦而形成的防護罩

必殺技：
- 火焰之劍火力提升 | フレイムソードチャージアップ |  將太陽能源蓄積於「火焰之劍」，能源轉化成火之鳥狀的靈氣並纏繞在劍上後使出的必殺斬擊
- 全爆破 | フルブラスト |  火焰凱農砲、火藥巨砲、火焰飛彈砲門全開，將火力集中的砲擊招式

#### 雷鳥機組
火焰太空梭 | ファイアーシャトル｜Fire Shuttle
天野博士花了經費所建造完成的第二號支援機器，是一台太空梭，有了它就可以直達宇宙去勘查，平時也是停放在天野研究所中的第二號地下待機室，一樣由火鳥與建太一起出動，當機械獸與後來的三獸合體德萊亞斯來攻擊時，火鳥勇太郎就跟召喚火焰噴射機一樣，呼叫火焰太空梭前來，進行雙向合體變形，成為雷鳥。
旋風噴射機 | ブレスタージェット｜Blaster Jet
為火焰太空梭的支援戰鬥機。
雷鳥 | グランバード｜Gran Bird
- 配音｜松本保典(日)、孫德成(台)、郭志權(港)

此為火焰太空梭之機器人型態。人造人模式的火鳥勇太郎先與之合體變形，因而具有語言能力及人格。
裝備：
- 雷射棍 | レーザーロッド | 
- 閃光灰燼 | シャインダート | 
- 飛翅斬 | フェザースラッシュ | 
- 雷鳥攻擊 | グランアタッカー | 
- 胸部光束 

噴射合體 雷鳥 | ジェット合体 グランバード｜Gran Bird
- 配音｜松本保典(日)、孫德成(台)、郭志權(港)

當火鳥勇太郎召喚火焰太空梭前來時，火焰太空梭立即變形成為機器人，然後火鳥勇太郎就開始進行雙向合體變形，成為一般的雷鳥，加裝召喚出來的旋風噴射機，執行噴射合體 雷鳥完成後就可抵抗更多敵人的攻擊，主角的二號機器人。
也可以變形成噴射合體火焰太空梭(ジェット合体ファイヤーシャトル)形態。
裝備.必殺技：
- 雷射棍 |レーザーロッド| 裝載與雙肩中的棍狀武器
- 雷鳥火箭 | グランロケッター | 裝載與雙肩上的火箭飛彈發射台
- 雷鳥凱農砲 | グランキャノン | 由收納於雙腿部的二個部件合而為一的凱農砲，集中能源發揮最大火力，可一次轟碎敵人，雷鳥的主要武器。

#### 最終合體
最強合體 巨大火鳥 | グレートファイバード｜Great Figh Bird
- 配音｜松本保典(日)、孫德成(台)、郭志權(港)

當火鳥勇太郎分別先召喚火焰噴射機，合體變形成為火鳥時，再另外呼叫火焰太空梭，進行強化合體，成為最強的超級機器人，是火鳥勇太郎想到了把兩股力量合一，最終形態，用來對付3獸合體德萊亞斯等強大機器人時，成為雙方激戰時最佳利器。
裝備.必殺技：
- 火焰之劍 | フレイムソード（グレート仕様） | 由火風號與原本的火焰之劍合體為巨大仕樣的火焰之劍使用
- 火焰之盾 | フレイムシールド | 旋風噴射機作為防具盾牌使用，巨大火鳥的防禦武器，但是在動畫中未登場
- 燃燒迴旋鏢 | バーンスライサー | 額頭上的日輪徽章瞬間燃燒變成投擲飛鏢，來切碎大約3公尺厚的鐵板
- 巨大凱農砲 | グレートキャノン | 裝載於雙肩上的凱農砲，亦為火焰太空梭的主砲
- 火焰之劍火力提升 | フレイムソードチャージアップ（グレート仕様） | 升級版巨大仕樣，將太陽能源蓄積於與火風號結合的升級版「火焰之劍」，背後出現火之鳥狀的靈氣，機身朝敵人突進，再跳躍起從空中往下一刀兩斷的必殺技。

合體技
- 聯合爆破 | ギャザウェイブラスター | 巨大火鳥、超級護衛王、雷霆爵士這三名成員還可以合體使用宇宙警備隊的最強全員合體技，此模式因破壞力太強，使用完後還需要各別分離，共同從周圍擴展開防護罩的防禦型合體技「太陽防護罩陣形(ソルバリアーフォーメーション)」，以阻止爆炸擴大。
- 三重火焰交叉 | トリプルファイヤークロス | 最終戰時被破壞的超級護衛王、雷霆爵士二機的本體能源生命體都飛到其身上集結寄宿，全員捨身集中把最後的力量都使出來作最終攻擊施展合體技。

### 爵士隊伍
由天野博士改造之下的五架運輸機器合為一體的超級運輸組合，可分為坦克車、鑽地戰車、運輸卡車、潛水艇以及戰鬥機，是用來在空中或海上都能駕馭的救難機。

當宇宙警備隊的五個隊員附身其中，便成為五個戰鬥機器人並聽命於勇太郎等人的指示去作戰並徹底保衛地球。

#### 機組成員
王牌爵士 | エースバロン｜Earth Baron
- 聲優：鹽屋浩三(日)、林保全(港)(台)沈光平

爵士隊伍中的領導者，也是爵士隊伍中唯一會與大家說話的成員，編號為1號由一輛黑色坦克車所變身而成的，一開始讓天野博士他們嚇一大跳，還誤以為是有小偷潛入戰車裡面呢！沒想到他與四位外星人就附身在這五架運輸機器中，並與勇太郎合作一起來對抗德萊亞斯軍團的侵略，平時很講義氣，有任何需要的地方他都一定做得到。
裝備：
- 腰帶環 | ベルトリング | 
- 爵士冷氣 | バロンクーラー | 

鑽頭爵士 | ドリルバロン｜Drill Baron
編號為2號，由一輛黑色鑽地戰車變身而成的，在王牌爵士的指揮之下，他負責用鑽頭去鑽破一些障礙或危險的道具來進行破壞，以阻止敵人的作戰行動。
裝備：
- 圓圈刀 | サークルカッター | 
- 凱農砲 | キャノン砲 | 

搭載爵士 | ロードバロン｜Load Baron
編號為3號，由一輛白色拖車變身而成的，他負責運輸各種貨物與救助人質，順利逃離現場。
裝備：
- 磁力牽引 | マグネトラクター | 
- 火藥庫 | バルカン | 

潛水爵士 | アクアバロン｜Aqua Baron
編號為4號，由一艘橘色潛水艦變身而成的，負責潛進更深層的水中去破壞敵人儀器或救人。
裝備：
- 刺針網 | スティンガーネット | 
- 魚雷 

天空爵士 | スカイバロン｜Sky Baron
編號為5號，由一架藍色噴射機變身而成的，負責空中運輸或援助攻擊。
裝備：
- 真空清除 | バキュームクリーナー | 

#### 合體型態
5體合體 雷霆爵士 | サンダーバロン｜Thunder Baron
- 聲優：鹽屋浩三(日)、林保全(港)(台)沈光平

由爵士隊伍五大戰鬥機器人組合而成，在王牌爵士大喊『組合！』的時候，其餘四個機器人分別變成左右手或左右腳而自己成為身體，組合成為機器人─雷霆爵士，攻擊武器就是肩上那兩個大砲，叫雷霆凱農砲，必殺絕招為雷霆粉碎。也可以變形成雷霆噴射機(サンダージェット)形態。
裝備.必殺技：
- 拳頭
- 雷霆凱農砲 | サンダーカノン | 裝配於雙肩上的凱農砲，為主要武器
- 關節攻擊 | セパレーションアタック | 將右手腕部分射出之攻擊，即為火箭飛拳
- 雷霆之錨 | サンダーアンカー | 由胸部所發射，左右各3具的鋼索鉤爪，能夠釋放電流

合體技
- 聯合斬 | ギャザリングスラッシュ | 雷霆爵士與武裝火鳥的二機合體技，雷霆爵士先發射出雷霆之錨將敵人定住，武裝火鳥再以火焰之劍斬擊。

最大必殺技：
- 鑽頭粉碎 | ドリルクラッシャー | 左手前端切換為鑽頭，再分離射出之攻擊
- 雷霆粉碎 | サンダークラッシュ | 全身蓄積能量後所使出的突刺型拳擊，是雷霆爵士的必殺技

### 護衛隊伍
是由緊急車輛變形合體的小隊。初期為3名成員，於首集中因天野研究所發生的火災騷動，到場協助支援的警車及消防、救護車輛，恰巧被能源生命體所附身。

於劇情中主要擔任救援工作，戰鬥能力優秀。亦是唯一不屬於天野博士當初發明的交通工具機組。

#### 初期成員
護衛之星 | ガードスター｜Guard Star
- 配音｜坂東尚樹(日)、馮錦堂(港)(台)沈光平

第一名登場的護衛隊伍成員，由藍色巡邏車戰鬥組合・變身(バトルアップ・チェンジ)變形而成的，可以戴上頭盔(メットオン)戰鬥以提高精確度，平時偽裝成佐津田刑警的巡邏車，是個處事冷靜，作戰精確分析的領導型機器人，是護衛隊伍的隊長，一旦戴上了頭盔，就可以更精確地與敵人戰鬥，當他下令合體時，可以與護衛隊伍成員一起組合，成為三體合體護衛王和四體合體超級護衛王，他負責的是頭與身體。
裝備：
- 星星爆破 | スターブラスター | 
- 腕部繩索 | 腕部ワイヤー | 

護衛救火 | ガードファイアー｜Guard Fire
- 配音｜卷島直樹(日)、孫德成(台)、黎偉明(港)

第三名登場的護衛隊伍成員，由紅色消防車戰鬥組合・變身變形而成的，可以戴上頭盔戰鬥以提高精確度，個性莽撞行事，但是救援行動他絕對是第一優先，雖然他常跟其他護衛隊員吵架，尤其是之後對於新加入的護衛飛翼，他那不顧別人安危只顧自己優勢而發生爭執，幸好由護衛之星以及護衛救護勸架後才和好，合體時他負責的是腰部與手部
裝備：
- 噴水放電器 | ジェットディスチャージャー | 
- 滅火水管 | ストラングルホース | 
- 消防梯 | ファイヤーラダー | 
- 胸部熱線 
- 機槍 

護衛救護 | ガードレスキュー｜Guard Rescue
- 配音｜辻谷耕史(日)、黄子敬(港)(台)沈光平

第二名登場的護衛隊伍成員，由白色救護車戰鬥組合・變身變形而成的，可以戴上頭盔戰鬥以提高精確度，平時偽裝成國枝美子醫生的救護車，立志要成為宇宙警備隊的救難英雄，車裡面的設備都是一些精密的醫學儀器與急救設備，可以緊急將傷患送達醫院，他變身後是個平易近人的救援專家，也是美子醫生在劇情之後值得相信的夥伴，合體時他負責的是雙腳。
裝備：
- 高張力繃帶 | ハイテンションバンデージ | 
- 等離子火炬 | プラズマトーチ | 
- 救護箱 | レスキューカーゴ | 
- 救護榴彈 | レスキューグレネード | 
- 雙重救護榴彈 | ダブルレスキューグレネード | 
- 安全防護罩 | セフティーバリヤー | 

3體合體 護衛王 | ガーディオン｜Guardian
- 配音｜坂東尚樹(日)、馮錦堂(港)(台)沈光平

由前三部護衛隊伍成員一起合體而成的機器人，護衛之星為頭部與身體，護衛救火為軀幹與雙臂，護衛救護為雙腳，但是無法飛行，如需空載，需要請雷霆爵士幫他背起。
裝備.必殺技：
- 伸縮雲梯 | エクステンションラダー | 裝備於背部的巨大雲梯，較多用於救援
- 護衛放電器 | ガードディスチャージャー |
- 護衛爆破 | ガードブラスター | 胸部兩側配載的機槍

合體技
- 合力踢 | コンビネーションキック | 護衛王與武裝火鳥的二機合體技，二體同時的蹴踢技。

最大必殺技：
- 閃耀的星星之光 | ライトニングスターフラッシュ | 由胸前的六芒星紋章投射出的巨大星形手裏劍，朝敵人投擲之必殺技

#### 後期成員
護衛飛翼 | ガードウィング｜Guard Wing
- 配音｜戸谷公次(日)、蘇強文(港)

全長12.5m(噴射機)｜全高11m｜重量32t｜飛行速度M0.98｜時速62.6km/h｜跳躍力190.6m
由火鳥勇太郎呼喚而來的第四名登場的護衛隊伍成員，由噴射機戰鬥組合・變身變形而成的，是唯一沒有戴上頭盔的能力，常態就已是頭盔狀態，是個自大囂張的機器人，一直認為一個人可以解決德萊亞斯，其實實力相差甚遠，曾與護衛救火有過爭執，是因為他囂張跋扈不顧安危而特別火大，後來和解之後，便成了得力的最強助手，他負責的是加裝護衛王的頭盔、尾翼以及腳底護甲，合體後為超級護衛王，也可以與其他兩位隊友參與空戰
裝備：
- 飛翼雷管 | ウイングデトネイター | 
- 飛翼強風 | ウイングボーンフーン | 

4體合體 超級護衛王 | スーパーガーディオン｜Super Guardian
- 配音｜戸谷公次(日)、蘇強文(港)

全高25m｜重量117t｜時速600km/h｜跳躍力125.2m
四名護衛隊伍成員合體的大型機器人，由護衛飛翼分解為頭部、胸部、腰部、腳部的強化零件，再與護衛王合體而成。
裝備.必殺技：
- 真空飛膝蹴 | 真空飛び膝蹴り | 
- 護衛爆破 | ガードブラスター |
- 漩渦龍捲風 | ウォータートルネード | 由背部機翼上的螺旋槳生成的水龍捲攻擊
- 冰凍龍捲風 | フリージングトルネード | 由背部機翼上的螺旋槳生成的極低溫颶風，能夠凍結住敵人的攻擊
- 護衛閃光 | ガードフラッシュ | 由胸前的「G」字樣射出的光波攻擊，為超級護衛王的必殺技

## 德萊亞斯軍團
宇宙皇帝德萊亞斯 | 宇宙皇帝ドライアス
聲優｜郷里大輔(日)
他与宇宙警备队同样是来自宇宙的能源生命体，但是他是企图要统治宇宙，将地球化为黑暗世界的邪恶首领
他赐予人造人卓尔与修罗邪恶的新生命，与浆糊博士合作欲執行征服世界，消灭宇宙警备队的计划，他在前半段都以
幕后元首姿態，後因作战计划连续失败，不得不以真面目現身，用3兽合体的名义，来打倒火鸟。
3兽合体由三架机械兽，死亡之鷹，死亡之虎與死亡之龍组合而成，身材魁悟高大，只有巨大火鳥的身高與身材與他相近
武器是一把类似音叉的死亡之劍与盾，会发出让火鸟與宇宙警备队受不了的扰乱音波(惡魔之力)。
漿糊博士 | ドクタージャンゴ(台)沈光嘉 
聲優｜瀧口順平(日)、林國雄(港)
德萊亞斯的助手，邪恶天才科学家，雖然也是地球人，但是野心也和德萊亞斯與其兩位部下相同。對天野博士怀恨在心。是宇宙警備隊的强有力的敌人。開發了大量的機械獸(メカ獣)。
三年前搶奪三十億元的真正犯人，本名叫漿糊・塔倫提諾(ジャンゴ・タランティーノ)。
因有機體德萊亞斯的暗黑能源影響而從老人一度變年輕，但德萊亞斯被打倒之後，又變得更老化。最後被佐津田刑警逮捕。
修羅 | シュラ
聲優｜梁田清之(日)、孫德成(台)、何國星(港)
德萊亞斯的的直屬部下，與漿糊博士製造的人造人结合在了一起，身材高挺，是一位冷酷的策謀家。
劇情末期時，駕駛著最後的機械獸所多瑪(ソドム)出戰，必殺技為光束，與卓爾所駕駛的蛾摩拉一起被巨大火鳥一劍斬殺之後，獲得有機體德萊亞斯分出來的一部份暗黑能源，與蛾摩拉融合成所多瑪&蛾摩拉(ソドム&ゴモラ)，但仍然被巨大火鳥一劍斬殺。
最後以能源生命體的姿態被宇宙警備隊逮捕。
卓爾 | ゾル
聲優｜島香裕(日)、李錦綸(港)
德萊亞斯的的直屬部下，與漿糊博士製造的人造人结合在了一起，身材魁悟，個性相當兇暴。
劇情末期時，駕駛著最後的機械獸蛾摩拉(ゴモラ)出戰，必殺技為光束，與修羅所駕駛的所多瑪一起被巨大火鳥一劍斬殺之後，獲得有機體德萊亞斯分出來的一部份暗黑能源，與所多瑪融合。
最後以能源生命體的姿態被宇宙警備隊逮捕。

### 德萊亞斯機組
死亡之鷹 | デスイーグル｜Death Eagle
全長19.1m｜翼長35.5m｜重量36.3t｜最高時速M7.9
鷲型態，為德萊亞斯上身的分身體。
裝備：
- 死亡脈衝 | デッドインパルス | 

死亡之虎 | デスタイガー｜Death Tiger
全長18.1m｜重量40.5t｜時速285km/h｜跳躍力245.5m
橙色，虎型態，為德萊亞斯右半身的分身體。
背部搭載之凱農砲，合體後會一分為二著裝於雙肩。由於不具備飛行能力，出戰時皆由死亡之鷹載運。
裝備：
- 死亡凱農砲 | デスキャノン | 
- 殺手咬 | キラーバイト | 

死亡之龍 | デス・ドラゴン｜Death Dragon
全長24m｜重量44t｜時速155.2km/h｜跳躍力150.2m
紅色，龍型態，為德萊亞斯左半身的重機動分身體。
背部的雙翼在合體後會變成德萊亞斯的盾牌。擅長水中作戰。
裝備：
- 死亡漩渦 | ディスウォーター | 

3獸合體 德萊亞斯 | 3獣合体 ドライアス｜Dryas
全長36.4m(德萊亞斯噴射機)｜全高33.5m｜重量120.8t｜最高時速M12(噴射機)｜時速200km/h｜跳躍力360.5m
第20話初登場。由死亡之鷹、死亡之虎、死亡之龍進行「3獸合體」後的機人型態。也可以變形成德萊亞斯噴射機(ドライアスジェット)形態。
裝備.必殺技：
- 死亡之劍 | デスブレード | 收納於死亡盾牌中的劍，形似音叉
- 死亡之盾 | デスシールド | 能夠擋下雷鳥凱農砲，具有相當頑強的防禦力。由死亡之龍的雙翼變化而成
- 凱農砲 | キャノン | 雙肩上的凱農砲。由死亡之虎背上的凱農砲變化而成
- 黑暗烈火 | ダークブレイザー |
- 恐怖之釘 | ホラーハーケン | 將雙肩上的死亡之虎及死亡之龍的頭部發射之攻擊，並具有遠端操控的特性
- 惡魔之力 | デビルフォーン | 由死亡之劍的音叉型劍身和負面能源產生共鳴後，使用之必殺技。火鳥曾因此陷入苦戰

有機體德萊亞斯 | オーガニックドライアス｜
劇情末期時，德萊亞斯利用「惡魔之塔(デビルの塔)」吸收了全宇宙的負面能源的強化形態，自稱絕對暗黑神。體型比原來的巨大，由原來的無機物身體變化成有機體，具有自我再生機能，強度連陶笛旋律的正面能源「淨化砲(カタルシス砲)」(是國枝美子分析了火鳥勇太郎的陶笛旋律讓人心情平靜的原理，並由天野博士開發出的正面能源增幅裝置，是可以發射「淨化光束，カタルシスビーム」的武器，而正面能源與負面能源對立，對敵人德萊亞斯軍有攻擊效果，天野博士稱為「淨化能源，カタルシスエネルギー」)的攻擊也對其不管用。最後被巨大火鳥的集結宇宙警備隊全員捨身集中把最後的力量都使出來的三重火焰交叉所打敗，恢復成德萊亞斯的姿態後滅亡。

## STAFF
- 企畫 | サンライズ
- 原作 | 矢立肇
- 連載 | テレビマガジン、テレビランド
- 劇本統籌 | 平野靖士
- 人物設計 | 植田均
- 機械設計 (動畫) | 大河原邦男
- 美術 | 岡田有章
- 音響 | 千葉耕市
- 撮影 | 鳥越一志
- 音楽 | 渡辺俊幸
- 音楽制作 | ビクターレコード
- 作画監督 | 大張正己
- 演出監督 | 日高政光
- 設計協力 | デザインメイト
- 監督 | 谷田部勝義
- 製作人 | 今井慎(名古屋電視台)、本名洋一(東急エージェンシー)、吉井孝幸(サンライズ)
- 制作 | 名古屋電視台、東急エージェンシー、サンライズ

## 主題歌

### 片頭曲
- 太陽の翼｜作詞：大津あきら｜作曲：YAMATO｜編曲：岡本洋｜歌：鴨下泰子

### 片尾曲
- 見つめていたい｜作詞：松宮恭子｜作曲：水島康宏｜編曲：西平彰｜歌：佐藤幸世

### 插曲
- FIGHBIRD!｜作詞：谷田部勝義、松宮恭子｜作曲・編曲：工藤隆｜歌：天野世界平和合唱団
- 遠い故郷｜作詞：松宮恭子｜作曲：渡邊俊之｜編曲：工藤隆｜歌：佐藤幸世
- ドラジャンヌードルCMソング｜作詞：暗黒食品企画室｜作曲・編曲：渡辺俊之｜歌：神代知衣（山咲モモコ）&ドラジャンシンガーズ

## 各集標題
| 各集概述     |      |                                                        |                     |                     |            |                                 |
| 日本播出時間 | 集數 | 日（中）標題                                           | 劇本                | 分鏡                | 演出       | 作畫監督                        |
| 1991.02.02   | 1    | 奇跡の勇者（ミラクル ヒーロー） （奇蹟的勇者登場）     | 平野靖士            | 森田風太            | 西山明樹彦 | 植田均（人物） 大張正己（機械） |
| 1991.02.09   | 2    | サミット爆破2秒前 （高峰會議爆炸前2秒）                | 平野靖士            | 大庭秀昭            | 大庭秀昭   | 直井正博                        |
| 1991.02.16   | 3    | 勢ぞろい宇宙警備隊 （宇宙警備隊全員到齊）              | 平野靖士            | 高松信司            | 高松信司   | 佐佐門信芳                      |
| 1991.02.23   | 4    | 恐怖の血液ウイルス （可怕的血液病毒）                  | 星山博之            | 石踊宏              | 大畑清隆   | 平井久司                        |
| 1991.03.02   | 5    | SOS! 深海3千M （SOS! 深海三千尺）                      | 平野靖士 志茂文彦   | 西山明樹彦          | 西山明樹彦 | 山本佐和子                      |
| 1991.03.09   | 6    | 激突! 弾丸列車 （子彈列車大激撞）                      | 平野靖士            | 大庭秀昭            | 大庭秀昭   | 直井正博                        |
| 1991.03.16   | 7    | 勇太郎と宝石泥棒 （勇太郎跟寶石小偷）                  | 平野靖士 志茂文彦   | 日高政光            | 日高政光   | 植田均（人物） 大張正己（機械） |
| 1991.03.23   | 8    | 悪魔の追跡 （惡魔的跟蹤）                              | 平野靖士            | 高松信司            | 高松信司   | 佐佐門信芳                      |
| 1991.03.30   | 9    | わしがDr.ジャンゴだ! （我是漿糊博士!）                 | 星山博之            | 石踊宏              | 石踊宏     | 中村旭良                        |
| 1991.04.06   | 10   | 5万人の人質 （5萬人質）                                | 平野靖士 志茂文彦   | 大庭秀昭            | 大庭秀昭   | 直井正博                        |
| 1991.04.13   | 11   | 花よ よみがえれ （讓花兒復活）                         | 平野靖士 冨岡淳廣   | 西山明樹彦          | 西山明樹彦 | 山本佐和子                      |
| 1991.04.20   | 12   | 赤い海の恐怖 （紅色海洋的恐懼）                        | 平野靖士            | 日高政光            | 日高政光   | 植田均（人物） 大張正己（機械） |
| 1991.04.27   | 13   | 三人の科学者 （三位科學家）                            | 平野靖士 冨岡淳廣   | 森田風太            | 高松信司   | 佐佐門信芳                      |
| 1991.05.04   | 14   | 燃えよ G（ガード）ファイヤー （護衛救火生氣了）        | 平野靖士 志茂文彦   | 石踊宏              | 石踊宏     | 中村旭良                        |
| 1991.05.11   | 15   | 初恋電話をつなげ （初戀電話）                          | 平野靖士            | 大庭秀昭            | 大庭秀昭   | 直井正博                        |
| 1991.05.25   | 16   | Dr.(ドクター)ジャンゴの大地震 （漿糊博士引發的大地震） | 星山博之            | 菊池一仁            | 大畑清隆   | 相澤昌弘                        |
| 1991.06.01   | 17   | 狂ったコンピュータ都市 （發狂的電腦都市）              | 平野靖士 冨岡淳廣   | 日高政光            | 日高政光   | 山本佐和子                      |
| 1991.06.08   | 18   | 消えた町の謎 （消失的城市之謎）                        | 平野靖士 冨岡淳廣   | 高松信司            | 高松信司   | 佐佐門信芳                      |
| 1991.06.15   | 19   | 伝説の秘宝 （傳說的祕寶）                              | 平野靖士 志茂文彦   | 西山明樹彦          | 西山明樹彦 | 中村旭良                        |
| 1991.06.22   | 20   | アメリカ征服宣言 （征服美國的宣言）                    | 平野靖士            | 森田風太            | 大庭秀昭   | 直井正博                        |
| 1991.06.29   | 21   | アメリカを奪還せよ! （奪回美國）                       | 平野靖士 冨岡淳廣   | 石踊宏              | 越智浩仁   | 植田均（人物） 大張正己（機械） |
| 1991.07.06   | 22   | G（ガード）ウィング危機一髪 （護衛飛翼的危機）         | 平野靖士 志茂文彦   | 杉島邦久            | 日高政光   | 山本佐和子                      |
| 1991.07.13   | 23   | 登場! S（スーパー）ガーディオン （超級護衛王登場）     | 渡邊麻實            | 菊池一仁            | 大畑清隆   | 秦野好紹 相澤昌弘               |
| 1991.07.20   | 24   | 恐るべき宇宙植物 （可怕的宇宙植物）                    | 星山博之            | 高松信司            | 高松信司   | 中村旭良                        |
| 1991.07.27   | 25   | プリンス ファイバード （火鳥王子）                     | 平野靖士 志茂文彦   | 大庭秀昭            | 大庭秀昭   | 直井正博                        |
| 1991.08.03   | 26   | デビルストーンの謎 （惡魔石之謎）                      | 渡邊麻實            | 西山明樹彦 森田風太 | 西山明樹彦 | 佐佐門信芳                      |
| 1991.08.10   | 27   | 悪魔の音楽（メロディー） （惡魔的音樂）                | 平野靖士            | 森田風太            | 西山明樹彦 | 植田均（人物） 大張正己（機械） |
| 1991.08.17   | 28   | 凍りついた夏 （冰凍的夏天）                            | 平野靖士 伊藤康隆   | 杉島邦久            | 越智浩仁   | 山本佐和子                      |
| 1991.08.24   | 29   | 飛べ ファイヤーシャトル （飛吧 火焰太空梭）            | 平野靖士 御崎剛司   | 日高政光            | 日高政光   | 中村旭良                        |
| 1991.08.31   | 30   | 狙われた宇宙基地 （宇宙基地遭受攻擊）                  | 平野靖士 志茂文彦   | 大庭秀昭            | 大庭秀昭   | 直井正博                        |
| 1991.09.07   | 31   | エースバロンと嘘つき少女 （王牌爵士和說謊的少女）      | 星山博之            | 大畑清隆            | 大畑清隆   | 佐佐門信芳                      |
| 1991.09.14   | 32   | 出た! 最強合体 （出現！最強合體）                      | 平野靖士 冨岡淳廣   | 高松信司            | 高松信司   | 植田均（人物） 大張正己（機械） |
| 1991.09.21   | 33   | 過去からのメッセージ （來自過去的訊息）                | 平野靖士 志茂文彦   | 菊池一仁            | 越智浩仁   | 相澤昌弘                        |
| 1991.09.28   | 34   | 赤ちゃん救出作戦 （拯救寶寶大行動）                    | 渡邊麻實            | 杉島邦久            | 西山明樹彦 | 山本佐和子                      |
| 1991.10.05   | 35   | 科学者たちの挑戦 （科學家的挑戰）                      | 平野靖士 冨岡淳廣   | 大庭秀昭            | 大庭秀昭   | 直井正博                        |
| 1991.10.12   | 36   | 吸血の街 （吸血鬼城市）                                | 平野靖士 志茂文彦   | 日高政光            | 日高政光   | 中村旭良                        |
| 1991.10.19   | 37   | 幽霊船の秘密 （幽靈船的秘密）                          | 平野靖士            | 菊池一仁            | 大畑清隆   | 佐佐門信芳                      |
| 1991.10.26   | 38   | チャンプと巨大ゴリラ （冠軍跟大猩猩）                  | 平野靖士            | 高松信司            | 高松信司   | 植田均（人物） 大張正己（機械） |
| 1991.11.16   | 39   | 勇太郎の授業参観 （火鳥哥哥到學校）                    | 平野靖士 長田敏靖   | 石踊宏              | 越智浩仁   | 山本佐和子                      |
| 1991.11.23   | 40   | 激突! ママ対火鳥 （媽媽對抗火鳥）                      | 平野靖士 志茂文彦   | 森田風太            | 大庭秀昭   | 直井正博                        |
| 1991.11.30   | 41   | 大奮戦! 佐津田刑事 （佐津田刑警的奮戰）                | 平野靖士 浅井かをる | 日高政光            | 日高政光   | 柳澤哲也                        |
| 1991.12.07   | 42   | パパになった勇太郎 （勇太郎當爸爸）                    | 渡邊麻實            | 菊池一仁            | 西山明樹彦 | 秦野好紹                        |
| 1991.12.14   | 43   | 俺たちの使命 （我們的使命）                            | 平野靖士 冨岡淳廣   | 大畑清隆            | 大畑清隆   | 佐佐門信芳                      |
| 1991.12.21   | 44   | ブラック クリスマス （黑色聖誕節）                     | 平野靖士 志茂文彦   | 杉島邦久            | 高松信司   | 植田均（人物） 大張正己（機械） |
| 1991.12.28   | 45   | 海底基地浮上 （海底基地浮上來了）                      | 平野靖士 冨岡淳廣   | 大庭秀昭            | 大庭秀昭   | 直井正博                        |
| 1992.01.18   | 46   | 出現! デビルの塔 （惡魔之塔出現）                      | 平野靖士            | 菊池一仁            | 越智浩仁   | 山本佐和子                      |
| 1992.01.25   | 47   | 決戦! ギアナ高地 （決戰蓋亞那高地）                    | 平野靖士            | 日高政光            | 西山明樹彦 | 柳澤哲也 久行宏和               |
| 1992.02.01   | END  | さらば宇宙警備隊 （宇宙警備隊再見）                    | 平野靖士            | 日高政光            | 日高政光   | 植田均（人物） 大張正己（機械） |

## 軼事
- 劇中的男主角火鳥勇太郎,在一次學習地球上的知識時,誤把蝴蝶叫成鴿子的橋段在多年後的成為知名的網路迷因圖之一。

## 外部連結
- 官方網頁（页面存档备份，存于）